# Pajki
Pájki (znanstveno ime Araneae) so red členonožcev, ki ga natančneje uvrščamo v razred pajkovcev. So številčna in uspešna skupina, v katero uvrščamo preko 44.540 vrst, predstavniki pa živijo na vseh celinah razen Antarktike in poseljujejo skoraj vsa življenjska okolja z izjemo morja in zraka.
Prepoznamo jih predvsem po dvodelnem telesu s štirimi pari nog in značilnosti, da izločajo svilo, iz katere številni predstavniki izdelujejo mreže za lov. Pajki so pipalkarji, kar pomeni, da imajo ob ustih par okončin – pipalk, ki so pri pajkih preobražene v strupnike, s katerimi ubijejo svoj plen. So skoraj izključno plenilska skupina, ki se prehranjujejo pretežno z žuželkami, vendar se med seboj razlikujejo po strategiji lova. Poleg pajkov, ki gradijo mreže, je mnogo takih, ki aktivno zalezujejo plen, ali pa posnemajo barvni vzorec podlage in čakajo nanj v zasedi. Strupnike uporabljajo tudi v samoobrambi in čeprav velika večina pajkov ne more poškodovati človeka, imajo predvsem v zahodni kulturi slab sloves. Nekoliko bolj priljubljeni so le ptičji pajki, ki jih pogosto gojijo teraristi.
S pajki se znanstveno ukvarja araneologija, panoga arahnologije. Zaradi težavnega določanja in nepriljubljenosti so precej neraziskana skupina in po nekaterih ocenah živi danes še trikrat več vrst, kot jih je opisanih.

## Telesne značilnosti
Najmanjši opisani pajki niso večji od pol milimetra; samci pajkov vrste Patu digua iz Kolumbije dosežejo 0,37 mm v dolžino, še manjši pa so verjetno predstavniki vrste Anapistula caecula iz Slonokoščene obale, pri katerih so do sedaj našli samo samice (samci pajkov so po navadi manjši od samic). Večina prepoznavnejših pajkov je centimetrskih velikosti, največji ptičji pajki, kot je vrsta Theraphosa blondi, pa dosežejo tudi 10 cm v dolžino in imajo razpon nog preko 25 cm. Prevladujejo rjave in sive barve.
V grobem je njihovo telo grajeno iz dveh delov: glavoprsja spredaj in zadka, ki ju povezuje zožitev – pedicel. Členjenost obeh je zabrisana, le primitivni predstavniki imajo še nakazano členjenost zadka. Glavoprsje prekriva enoten ščitek (karapaks), ob sprednjih in stranskih robovih katerega je do osem očesc. Njihova razporeditev je pomemben taksonomski znak. Spredaj izraščata dva para okončin – pipalke (helicere) in pedipalpi. Pipalke so iz dveh delov, bazalnega dela in gibljivega kremplja, ki se zloži v žlebič bazalnega dela. Krempelj je oster in votel, skozenj se odpirajo strupne žleze. Pedipalpi so podobni nogam in imajo čutilno vlogo, le pri samcih predstavljajo tudi sekundarni spolni organ in imajo končni člen zelo povečan. Štirje pari nog izraščajo ob strani glavoprsja. Njihova dolžina in oblika je odvisna od življenjskih navad določene vrste.
Posebnost pajkov je skupina spremenjenih okončin na koncu zadka – predilnih bradavic. Večina pajkov ima tri pare, od tega je en par zelo majhen. To so kratke in zelo gibljive stožčaste strukture, ki jih lahko žival premika neodvisno drugo od druge. Vsaka ima množico odprtin, kamor se odpirajo svilnate žleze. Te izločajo tekočino iz aminokislin, ki se zaradi vlečenja (in ne zaradi sušenja na zraku) spremeni v svilo, podobno svili gosenic metuljev.

### Organski sistemi
Dihala pajkov so dveh tipov: izvorno imajo dva para predalastih pljuč v drugem in tretjem členu zadka, pri večini skupin pa se je zadnji par spremenil v sistem vzdušnic. Dihala se odpirajo navzven z dvema paroma spiraklov na spodnji strani zadka. Pajki z vzdušnicami imajo v splošnem višjo bazalno presnovo in učinkoviteje zadržujejo vodo.
Krvožilje je odprto; cevasto srce se nahaja na hrbtni strani zadka. Hemolimfa teče po veliki aorti proti glavoprsju, po manjši pa proti konici zadka. V srce vstopa skozi parne ostije, odprtine z zaklopkami v vsakem izvornem členu zadka. Pri skupinah, kjer vlogo prenosa kisika prevzemajo vzdušnice, je srce manjše in z manjšim številom ostij; pri nekaterih zelo majhnih pajkih sta oba para predalastih pljuč spremenjena v vzdušnice in srce ima samo dva para ostij. Krvni pritisk mirujočega pajka je podoben kot pri človeku. Hemolimfa sodeluje tudi pri premikanju – žival s povečanjem svojega hidrostatičnega tlaka izteguje noge, mišice pa jih krčijo. Hemolimfa mnogih pajkov, ki imajo predalasta pljuča, vsebuje dihalni pigment hemocianin, ki služi učinkovitejšemu prenosu kisika po celotnem telesu.
Pajki imajo med vsemi členonožci najbolj centralizirano živčevje, saj so vsi gangliji povezani v enotno maso, ki se nahaja v glavoprsju. Izjema so le pajki iz podreda mezotel, pri katerih so gangliji v zadku in stranskem delu glavoprsja nepovezani.
Tudi izločala so dveh tipov – kot koksalne žleze, ki se odpirajo v kolčke (kokse) nog, in Malpighijeve cevke. Pri pajkih so koksalne žleze reducirane in je par razvejanih Malpighijevih cevk, ki se odpirata v kloakalno odprtino na zadnji strani zadka, pomembnejši pri izločanju. Odvečni dušik se izloča v obliki gvanina in sečne kisline.

## Življenjski krog
Spolno zrel pajek iztisne semenčice na podlago iz niti in jih posrka s konico pedipalpov, kjer so kompleksno grajene strukture v ta namen. Potem najde spolno zrelo samico s pomočjo feromonov, ki jih ta izloča. Dvorjenje pajkovih samcev je lahko zelo kompleksno, pa tudi tvegano opravilo, saj jih utegnejo samice zamenjati za plen in napasti. Vsebuje lahko vidne, kemične in vibracijske komponente, ki so značilne za določeno vrsto. Pri drugih vrstah so samci tako majhni, da lahko neopaženi splezajo po samici do njene spolne odprtine. V vsakem primeru sledi na koncu vstavitev samčevega pedipalpa v samičino spolno odprtino in izpust semenčic, ki lahko traja od nekaj sekund do več ur.
Samica izleže od nekaj do 3.000 jajčec v eno ali več svilnatih jajčnih vrečk, ki jih pritrdi v svoje skrivališče, ali pa jih prenaša s seboj. Samice mnogih vrst pajkov poginejo, ko končajo z izleganjem. Pravkar izlegli pajki ostanejo v vrečki do prve levitve, potem pa se počasi razkropijo. Samice volkcev skrbijo za potomstvo in prenašajo ličinke nekaj časa naokrog na svojem hrbtu.
Pajki živijo večinoma leto ali dve. V območjih z zmernim podnebjem prezimijo kot neodrasli osebki, skriti v prsti ali rastlinskem opadu, redkeje pa kot jajčeca ali odrasli osebki. Večji pajki živijo dlje, ptičji pajki lahko v ujetništvu dosežejo tudi do 25 let starosti in se levijo do petnajstkrat, preden spolno dozorijo.

## Ekologija in vedenje
Pajki so, podobno kot drugi pajkovci, skoraj izključno plenilska skupina; znana je natanko ena vrsta, ki je pretežno rastlinojeda, poleg tega pa se ličinke mnogih vrst prehranjujejo z rastlinskim nektarjem. Vsi ostali pajki lovijo druge živali, največkrat žuželke, veliki pajki pa lahko ujamejo tudi majhne vretenčarje. Znotraj skupine sta se razvili dve strategiji lova: aktivni lovci skočijo na plen in ga obvladajo (v to skupino spadajo skakači), bolj prepoznavna pa je druga skupina, ki ujame plen v mrežo.
Gradnja mreže je kompleksen, prirojen vedenjski vzorec, na katerega vplivajo številni okoljski dejavniki in tudi fiziološko stanje pajka. Različne predilne bradavice izločajo dva tipa niti; strukturne niti so nelepljive, lepljive lovilne niti pa imajo zunanjo plast iz nepolimeriziranih aminokislin. Različne vrste pletejo različne tipe mrež. Najenostavnejši tip so le posamezne niti, napete iz skrivališča, ob katere zadene plen, pajek pa te vibracije začuti in plane nadenj. Iz tega tipa naj bi se razvila lijakasta mreža s prepletom niti tudi izven skrivališča, iz te pa ikonična kolesasta mreža, kakršne gradijo križevci in sorodne družine pajkov. V mreže tega tipa se premikajoč plen zaleti in prilepi na lepljive niti, pajek pa to začuti na podlagi vibracij, ki ob tem nastanejo.
Natančna oblika kolesaste mreže in njena lokacija sta odvisna od strategije lova. Navpične mreže križevcev so za lov na vodoravno leteče žuželke, vodoravno položene kolesaste mreže pa ujamejo žuželke, ki izletavajo navpično iz vegetacije. Pajek lahko čaka na plen bodisi v sredini mreže bodisi skrit med rastlinjem ob njej. Kompleksnejše mreže imajo lahko tudi do 1.500 križišč in so grajene iz 10 do 30 m niti. Mokre niti se po nekaj dneh izsušijo, zato pajki vsak dan nadomestijo vsaj lepljivo spiralo. Odstranjene niti požrejo in aminokisline ponovno uporabijo. Zaenkrat še ni znano, kako lahko pajki hodijo po lastni mreži, ne da bi se prilepili nanjo.
Domnevajo, da je gradnja mrež izvorna lastnost pajkov in da so se pajki, ki jih ne uporabljajo za lov, razvili kasneje. Ti bodisi aktivno zalezujejo plen bodisi čakajo nanj v zasedi. Skakači imajo v ta namen izredno dobro razvite oči, pajki, ki lovijo iz zasede, pa pogosto posnemajo barve svoje okolice, npr. cvetov, na katerih prežijo na čebele in druge žuželke. Med pajki so tudi t. i. kleptoparaziti, ki kradejo plen iz mrež drugih pajkov. Posebnost so t. i. »bola pajki«, ki ne pletejo mrež, temveč nit uporabljajo kot orodje za aktiven lov. Izdelajo kratko nit s kapljico lepljive tekočine na koncu in jo zavihtijo proti plenu, podobno kot južnoameriški Gavči svoje bole. Drugi poseben primer so vodni pajki, ki edini med pajki prebivajo pod vodo, svojo mrežo pa zgradijo v obliki potapljaškega zvona, v katerem se nahaja zrak. Zvon uporabljajo za prebavljanje plena, levitev, odlaganje jajčec, parjenje in skrb za mlade pajkce.
Odvisno od velikosti in nevarnosti plena ga pajki bodisi omrtvičijo s strupom takoj, bodisi ovijejo v nit, ali pa počakajo, da se zaplete sam in šele potem spustijo strup vanj. Pipalke zarijejo skozi njegovo povrhnjico, hkrati se sprožijo mišice, ki iztisnejo strup. Potem skozi usta v odprtino izločijo mešanico prebavnih encimov, ki začnejo razkrajati tkiva, nekateri pajki pa imajo na pipalkah drobne zobce, ki tudi mehansko drobijo plen. Nastalo tekočino posrkajo z močno omišičenim želodcem, neprebavljive ostanke skeleta pa zavržejo.
Naravni sovražniki pajkov so predvsem ptiči in zajedavske ose, ki vanje izlegajo svoja jajčeca. Mnogi pajki imajo zato varovalno obarvanost - bodisi njihova barva posnema podlago bodisi imajo vzorce, ki razbijejo njihovo silhueto, da jih je težje opaziti (tako ptiči kot ose imajo dober barvni vid). Nekatere vrste imajo v populaciji različne vzorce v približno konstantnih razmerjih, kar naj bi otežilo prepoznavo. Nekateri večji pajki so poraščeni z nazobčanimi dlačicami, ki dražijo sluznice in jih lahko tudi mečejo v napadalca. Pajki s takšnimi obrambnimi mehanizmi pogosto s svarilno obarvanostjo opozarjajo na neužitnost. Poseben primer so pajki, ki posnemajo izgled drugih živali. Posebej pogosto je posnemanje mravelj, lahko zgolj z namenom odvračanja živali, ki se bojijo mravelj, ali pa takšni pajki plenijo mravlje. Lahko so presenetljivo podobni mravljam, s podobno obarvanostjo, zažetkom v glavoprsju, ki spominja na delitev na glavo in oprsje, ter sprednjimi nogami, ki jih držijo naprej kot tipalnice mravelj.

### Socialni pajki
Nekatere vrste pajkov, ki gradijo mreže, živijo skupaj v velikih kolonijah in kažejo socialno vedenje, čeprav ni tako zapleteno kot pri socialnih žuželkah. Pajek vrste Anelosimus eximius lahko tvori kolonijo, ki šteje tudi do 50.000 osebkov. Druge vrste v družini Theridiidae so neodvisno razvile socialno vedenje. Tako pajek Theridion nigroannulatum, ki spada v rod, za katerega ni značilno socialno vedenje, skupinsko gradi kolonije, lovi plen in si deli hrano. Večje kolonije se tudi uspešno branijo pred kleptoparaziti. Rastlinojedi pajek Bagheera kiplingi živi v majhnih kolonijah, ki služijo zaščiti jajčec in pajkcev. Tudi črne vdove, ki sicer slovijo po svoji agresivni naravi in kanibalizmu, v ujetništvu nemalokrat tvorijo majhne kolonije, pri čemer si delijo mreže in se hranijo skupaj.
Obstaja še več socialnih pajkov iz različnih družin, kot so rod Philoponella ter vrsti Agelena consociata in Mallos gregalis.

### Pajki in ljudje
Pajki so že stoletja predmet strahov, mitologij in zgodb v različnih kulturah. Arahnofobija oz. strah pred pajki je ena najpogostejših fobij in spada v širši kontekst odpora pred kosmatimi, gomazečimi bitji z mnogo nogami. Gre verjetno za psihološko potencirano instinktivno reakcijo na nevarnost, ki je v določeni meri tudi kulturno pogojena. Večina pajkov piči le v samoobrambi in njihov strup ne more škodovati človeku, saj so njihove pipalke prekratke ali prešibke, da bi predrle kožo. Z izjemo nekaterih zelo agresivnih pajkov z močnim strupom, kot je avstralski Atrax robustus, človeku niso pretirano nevarni in v celotnem 20. stoletju je bilo po vsem svetu okrog 100 primerov smrti, ki so jih lahko zanesljivo pripisali piku pajka. Med nevarnejšimi pajki je rjavi pajek samotar iz Severne Amerike, katerega toksin lahko povzroči obsežno, tudi življenjsko nevarno nekrozo tkiva, zelo znane pa so tudi boleče in potencialno nevarne posledice pika pajkov iz rodu črnih vdov, ki jih označujemo s skupnim izrazom latrodektizem. Simptomi pika so pogosto nespecifični, kar otežuje diagnozo in spremljanje učinkovitosti terapij s protistrupi.
V drugih kulturah je simbolika pajkov bolj raznolika. Pajki lahko simbolizirajo potrpežljivost zaradi svoje tehnike lova z mrežo, pa tudi zlobo in škodoželjnost zaradi bolečine in smrti, ki jih povzroča njihov strup. V mitologijah nekaterih skupin ameriških staroselcev je pletenje mrež, s katerem pajki navidez ustvarjajo svoj lasten svet, vodilo do njihove vloge v mitih o stvarjenju sveta. Izumrla Močejska kultura na območju Peruja je lončarske izdelke navadno poslikovala s prizori iz narave, pri čemer so bile v ospredju živali in s tem pogosto tudi pajki. V grško-rimski mitologiji je bila Arahne izjemno spretna tkalka, ki se je hvalila, da je v tem opravilu boljša od Minerve, rimske ustreznice boginje obrti Atene, ter zanikala, da bi spretnost izvirala od nje. Zgodba je izpričana v Ovidovih Metamorfozah. Užaljena boginja jo je zato pozvala na dvoboj. Ko sta končali z delom, je Minerva pobesnela, saj je morala priznati, da je bilo Arahnino delo v resnici boljše, poleg tega pa se je Arahne z motivom svoje tapiserije posmehovala bogovom. Zato je delo raztrgala in napadla Arahne ter jo kasneje spremenila v pajka (grško starogrško ἀράχνη). Od tu izvira znanstveno poimenovanje razreda pajkovcev (Arachnida) in samih pajkov (Araneae).
Znanstveno se s pajki ukvarja araneologija, ki je podpodročje študije pajkovcev - arahnologije, ta pa sodi v področje zoologije. Pajki so težavni za proučevanje zaradi velike variabilnosti določevalnih znakov in majhnih struktur, ki so pomembne za razločevanje. Zato in zaradi odpora proti pajkom je strokovnjakov razmeroma malo in pajki so slabo preučena skupina. Bolj poznani so kvečjemu ptičji pajki, ki so priljubljeni pri teraristih. Za človeka bolj neposredno pomemben vidik preučevanja so toksini pajkov, katerih sestavine izkazujejo terapevtski učinek pri različnih zdravstvenih težavah (npr. Alzheimerjeva bolezen in infarkt), in njihova svila, katere natezna trdnost je primerljiva z jeklom, a je njena specifična teža dosti manjša. Toksini pajkov bi lahko bili okolju prijazna alternativa konvencionalnim pesticidom, saj so smrtonosni za žuželke, hkrati pa večinoma neškodljivi za vretenčarje. Obetavno zamisel predstavlja vgradnja genov, ki nosijo zapis za toksine, v viruse, ki okužijo določene kmetijske škodljivce.

## Evolucija in sistematika
Ker imajo mehak zunanji skelet, je ohranjenih fosilnih ostankov pajkov razmeroma malo. Opisanih je približno 1000 izumrlih vrst, od tega velika večina po osebkih, ohranjenih v jantarju. Najstarejše ostanke živali, ki imajo vse pomembne značilnosti sodobnih pajkov, datirajo v pozni karbon. Še starejši znani pajkovci iz devona, stari več kot 370 milijonov let, so imeli za pajke značilne svilne žleze, vendar te niso bile nameščene na predilnih bradavicah, katerih gibljivost je pomembna za gradnjo mrež. Zato je danes uveljavljeno mnenje, da so svilo uporabljali zgolj za oblogo gnezd ali ovijanje jajčec in jih nimamo za prave pajke. Iz perma, v katerem se je zgodila izjemna eksplozija raznovrstnosti krilatih žuželk, je ohranjenih izredno malo pajkov. Predstavniki danes razširjenih sodobnih skupin pajkov so se pojavili v triasu, pred nekaj več kot 200 milijoni let. Iz jure in krede je mnogo fosilnih ostankov, tudi predstavnikov danes živečih družin.
Pajki tvorijo jasno definirano, monofiletsko skupino, ki jo od vseh drugih členonožcev loči več ključnih značilnosti, med njimi predilne bradavice, pedipalpi, spremenjeni za prenos sperme pri samcih, in strupne žleze, ki se odpirajo skozi pipalke. Položaj pajkov znotraj pajkovcev je manj jasen in obstaja več teorij, katera skupina pajkovcev jim je najbolj sorodna (»sestrska«) ter v kakšnem zaporedju je potekala evolucija iz predniške skupine.
Red delimo v dva podredova, mezotele (Mesothelae) in opistotele (Opisthothelae). Podred mezotel velja za primitivnega v odnosu do ostalih pajkov in ga sestavlja samo ena danes živeča družina, Liphistiidae, ki živi v tropskih predelih Azije. Imajo hitinaste plošče na hrbtu, ki razkrivajo izvorno členjenost zadka, in sedem ali osem predilnih bradavic približno na sredini spodnje strani zadka, na kar se nanaša predpona »mezo«. Za razliko od tega imajo opistotele zgolj enega do tri pare predilnih bradavic na konici zadka. Nadalje se ta skupina deli na ravnočeljustarje ali starinske pajke, s tujko tudi migalomorfe (Mygalomorphae) in prečnočeljustarje ali sodobne pajke, s tujko tudi araneomorfe (Araneomorphae); nekateri avtorji ti dve skupini obravnavajo na ravni podreda, enakovredno podredu mezotel in ju ne združujejo v podred opistotel. Migalomorfi pajki so čokati in kosmati, z močnimi pipalkami; v to skupino sodijo na primer ptičji pajki. Araneomorfi predstavljajo z okrog 37.000 znanimi vrstami 90 % vseh pajkov, sem sodijo ostali znani pajki, kot so križevci, skakači in drugi. Skupini najzanesljiveje ločimo po orientaciji pipalk: migalomorfi imajo podobno kot mezoteli pipalke obrnjene navzdol, zato lahko plen nabodejo samo z vrha. Araneomorfi imajo vsaksebi obrnjene pipalke, ki spominjajo na kleščice.

### Pajki v Sloveniji
Za slovensko ozemlje je znanih približno 700 vrst pajkov. Favnistično zanimive so predvsem visokogorske in jamske vrste, od katerih je tudi nekaj endemnih. Med najpogostejšimi in najbolj znanimi je navadni križevec (Araneus diadematus), ki živi v vrtovih, ob gozdnih robovih ter na jasah po vsej Evropi in v delih Severne Amerike.
Prvi je pajke v Sloveniji raziskoval že Giovanni Antonio Scopoli v 18. stoletju, ki je nekatere od njih tudi prvič znanstveno opisal (med njimi denimo osastega pajka). Naslednjih 200 let so bili novi podatki o pajkih redki, v drugi polovici 20. stoletja pa je tu deloval zoolog Anton Polenec, ki je svojo kariero posvetil sistematičnemu raziskovanju favnistike in ekologije pajkov ter s tega področja objavil preko 70 znanstvenih del. Sestavil je tudi do danes edini katalog pajkov za katalog favne Jugoslavije (1981), v katerem za slovensko ozemlje navaja 416 vrst. To število povečujejo danes aktivni raziskovalci, kot sta Matjaž Kuntner z Biološkega inštituta Jovana Hadžija ZRC SAZU in Rok Kostanjšek z Oddelka za biologijo Biotehniške fakultete v Ljubljani.